# Stenalia atra
Stenalia atra es una especie de coleóptero de la familia Mordellidae.

## Distribución geográfica
Habita en Argelia y Siria.